# Solsbæk
Solsbæk eller Professorens Plantage er et mindre Natura 2000-område (nr. 11) og habitatområde i Nordjylland, ved østkysten af Vendsyssel, syd for Sæby. Området, der er på 33 ha, ligger i Volstrup Sogn, Frederikshavn Kommune ved udløbet af det mindre vandløb, Solsbæk.
Solsbækmrådet består hovedsagelig af forskellige klittyper, som dannes på kalkrigt sand; kalkindholdet stammer fra knuste skaller fra muslinger og snegle.
Området har forekomster af både grå, grønne og enebærklitter samt klithede. Grønsværsklitten har nogle steder et tæt tæppe af artsrig urtevegetation, bl.a. med ansvarsarten Nikkende Kobjælde. Gråklitten har åbne vindbrud og forholdsvis høj artsdiversitet af forskellige laver.
Området ejes af staten, og blev fredet i 1972 med formålet at sikre almenhedens mulighed for ophold og færdsel.